# Mitropacup 1957
De Mitropacup 1957 was de 17e editie van deze internationale beker en voorloper van de huidige Europacups.
Vasas Boedapest werd voor de tweede opeenvolgende keer winnaar van dit toernooi.
De deelnemende clubs kwamen uit Hongarije, Joegoslavië, Oostenrijk en Tsjechoslowakije.
 Kwart finale 
| Winnaar            | Land                 | Uitslagen       | Land                       | Verliezer         |
| ------------------ | -------------------- | --------------- | -------------------------- | ----------------- |
| Vasas Boedapest    | Vlag van Hongarije   | 3-0 , 1-2       | Vlag van Oostenrijk        | First Vienna FC   |
| Vojvodina Novi Sad | Vlag van Joegoslavië | 0-1 , 6-0       | Vlag van Tsjecho-Slowakije | Slovan Bratislava |
| Rode Ster Belgrado | Vlag van Joegoslavië | 1-1 , 1-1 , 1-0 | Vlag van Tsjecho-Slowakije | AS Dukla Praag    |
| Rapid Wien         | Vlag van Oostenrijk  | 1-1 , 3-3 , 4-1 | Vlag van Hongarije         | MTK Boedapest     |

 Halve finale 
| Winnaar            | Land                 | Uitslagen     | Land                 | Verliezer          |
| ------------------ | -------------------- | ------------- | -------------------- | ------------------ |
| Vasas Boedapest    | Vlag van Hongarije   | 3-1 , 3-2     | Vlag van Joegoslavië | Rode Ster Belgrado |
| Vojvodina Novi Sad | Vlag van Joegoslavië | 0-3 , 4-1 , * | Vlag van Oostenrijk  | Rapid Wien         |

* Rapid Wien trok zich terug voor de play-off
 Finale 
| WINNAAR         | Land               | Uitslagen | Land                 | FINALIST           |
| --------------- | ------------------ | --------- | -------------------- | ------------------ |
| Vasas Boedapest | Vlag van Hongarije | 4-0 , 1-2 | Vlag van Joegoslavië | Vojvodina Novi Sad |

1927 · 1928 · 1929 · 1930 · 1931 · 1932 · 1933 · 1934 · 1935 · 1936 · 1937 · 1938 · 1939 · 1940 · 1951 · 1955 · 1956 · 1957 · 1958 · 1959 · 1960 · 1961 · 1962 · 1963 · 1964 · 1965 · 1966 · 1967 · 1968 · 1969 · 1970 · 1971 · 1972 · 1973 · 1974 · 1975 · 1976 · 1977 · 1978 · 1980 · 1981 · 1982 · 1983 · 1984 · 1985 · 1986 · 1987 · 1988 · 1989 · 1990 · 1991 · 1992